# Спасо-Преображенский собор (Кимры)
Спа́со-Преображе́нский собо́р (собор во имя Преображе́ния Госпо́дня) в городе Кимры — соборный храм Тверской и Кашинской епархии Тверской митрополии Русской православной церкви.

## История

### Создание храма
Проект собора вместимостью 1000 человек был составлен архитектором Фёдором Рыбинским в 1901 году. Первый камень храма был заложен в 1902 году на месте источника, который, по рассказам старожилов, был целебным. Примечательно, что на территории храма стоял дом, в котором родился писатель Александр Александрович Фадеев. Строительство было закончено в 1911 году, в том же году храм был освящён. Первыми служителями церкви стали священник Ф. К. Колеров, дьякон Н. Д. Завьялов, псаломщик В. Никольский (его вскоре сменил Г. Егоров). К храму были приписаны прихожане близлежащих улиц села Кимры, нескольких окрестных деревень.

### Советский период
После прихода советской власти храм некоторое время работал, однако в 1928 году местные власти решили закрыть храм. 19 мая 1929 года состоялось последнее богослужение, уже 20 мая власти направили команду для закрытия храма, однако верующие пришли к церкви и устроили пикет в его защиту. Специальную комиссию из Калинина прихожане в здание собора не пустили. Вскоре ВЧК арестовало настоятеля храма Фёдора Колерова и остальных священнослужителей (в 1929 году их расстреляли). Храм был закрыт, в нём разместился клуб кустарей. На главном куполе была установлена красная металлическая звезда. В 1934 году клуб переехал, в соборе разместился склад зерна.
В 1947 году храм был вновь открыт, в этом же году купола вновь увенчали православные кресты. В 1948 году в храме совершил службу игумен Пимен, в дальнейшем ставший Патриархом Всея Руси. В 1973 году жизнь храма активизировалась, он приобрел статус собора и стал центром благочиния.
В 1996 году началась реставрация собора, которая завершилась в 2000 году. В 2001 году Кимрский краеведческий музей передал Преображенскому храму Иверскую икону Богоматери — реликвию, которая в 1901 году была подарена Кимрам монахами Афонского монастыря (ранее эта икона располагалась в Покровском соборе села Кимры, взорванном в 1936 году). В настоящее время храм активно работает. Настоятель — протоиерей Евгений Юрьевич Морковин.

## Архитектура
Храм пятиглавый, трёхпрестольный. Кроме главного престола Преображения Господня, два придела —  Ильи Пророка и Трёх святителей. Храм выдержан в переходном стиле от русского стиля к модерну и рассчитан на тысячу молящихся. Композиционно состоит из храмовой части, апсиды и трапезной. Увенчан пятью шатрами со световыми барабанами.

## Приписанные строения
Приписные часовни:
- Целителя Пантелеймона (г. Кимры, Савёловская клиническая больница)
- Царственных новомучеников (д. Спас-Ченцы, Кашинский район)
- Рождества Богородицы (Никольский погост, Кашинский район)
- На месте источника св. Аверкия (с. Никитское, Калязинский район)
- Никольская каменная часовня около Никольского храма (д. Белое, Кимрский район)
- Рождества Пресвятой Богородицы (на месте разрушенного храма д. Абрамово, Кимрский район)

Поклонные кресты:
- на месте дома свщмч. прот. Феодора Колерова
- на месте бывшего Преображенского кладбища
- На месте бывшего Ильинского монастыря[7].